# Congrès universel d'espéranto de 1911
Pour un article plus général, voir Congrès universel d'espéranto.
Le congrès universel d’espéranto de 1911 est le 7e congrès universel d’espéranto, organisé en août 1911, à Anvers, en Belgique. 